# Luca Hänni
Luca Hänni, född 8 oktober 1994, är en schweizisk sångare och modell. Han är mest känd för att ha vunnit säsong 9 i Deutschland sucht den Superstar 2012. Han representerade Schweiz i Eurovision Song Contest 2019 med låten "She Got Me" och slutade på en fjärde plats i finalen.